# Mictochroa pyrostrota
Mictochroa pyrostrota är en fjärilsart som beskrevs av Paul Dognin 1914. Mictochroa pyrostrota ingår i släktet Mictochroa och familjen nattflyn. Inga underarter finns listade i Catalogue of Life.